# Camptotypus basalis
Camptotypus basalis là một loài tò vò trong họ Ichneumonidae.